# Daniel W. Mills

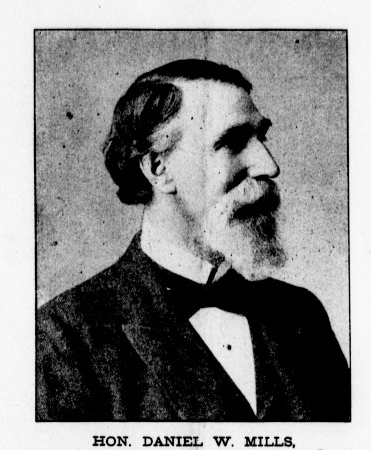
Daniel W. Mills

Daniel Webster Mills (* 25. Februar 1838 bei Waynesville, Warren County, Ohio; † 16. Dezember 1904 in Chicago, Illinois) war ein US-amerikanischer Politiker. Zwischen 1897 und 1899 vertrat er den Bundesstaat Illinois im US-Repräsentantenhaus.

## Werdegang
Daniel Mills besuchte die öffentlichen Schulen seiner Heimat. Im Jahr 1859 zog er nach Corwin und arbeitete dort unter anderem im Getreidehandel sowie im Fleischversand. Während des Bürgerkrieges diente er als Hauptmann im Heer der Union. Nach dem Krieg zog er nach Chicago, wo er zwischen 1866 und 1869 im Handel arbeitete. Später stieg er auch in das Immobiliengeschäft ein. Zwischen 1877 und 1881 war er in der Verwaltung des Bezirkskrankenhauses im Cook County beschäftigt. Politisch wurde er Mitglied der Republikanischen Partei. Zwischen 1889 und 1893 war er Stadtrat in Chicago.
Bei den Kongresswahlen des Jahres 1896 wurde Mills im vierten Wahlbezirk von Illinois in das US-Repräsentantenhaus in Washington, D.C. gewählt, wo er am 4. März 1897 die Nachfolge von Charles W. Woodman antrat. Da er im Jahr 1898 nicht bestätigt wurde, konnte er bis zum 3. März 1899 nur eine Legislaturperiode im Kongress absolvieren. In diese Zeit fiel der Spanisch-Amerikanische Krieg von 1898.
Nach dem Ende seiner Zeit im US-Repräsentantenhaus betätigte sich Daniel Mills wieder im Immobilienhandel. Er starb am 16. Dezember 1904 in Chicago.